# Faßlochsberg

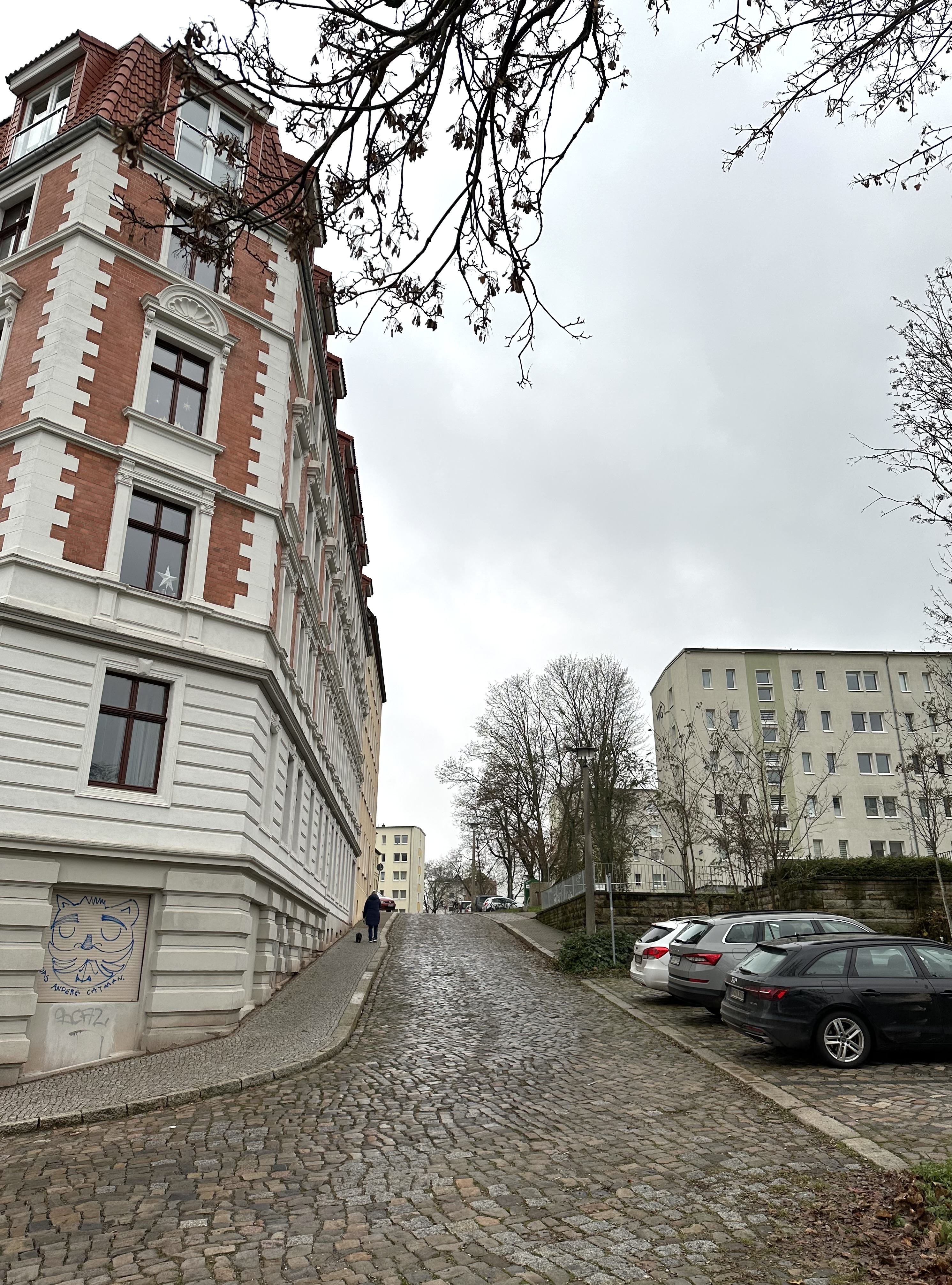
Blick von Osten in den Faßlochsberg, 2023

Der Faßlochsberg ist eine Straße in Magdeburg in Sachsen-Anhalt.

## Lage und Verlauf
Die Straße befindet sich im Nordosten der Magdeburger Altstadt. Sie beginnt im Westen an der Neustädter Straße und verläuft von dort abfallend nach Osten in Richtung Elbe, bis sie nach etwa 180 Metern auf die Straße Altes Fischerufer trifft.
Die Hausnummerierung verläuft von der Nummer 1 am südwestlichen Ende aufwärts entlang der Südseite bis zur Nummer 11, dem Eckhaus zum Alten Fischerufer. Auf der Nordseite geht es weiter mit der Nummer 12 bis zur Nummer 35 an der Nordwestecke zur Neustädter Straße. Die Häuser auf der Nordseite sind dabei als drei Blöcke mit den Hausnummern 12 bis 19; 20 bis 25 und 26 bis 31 zusammengefasst, die lediglich ihre schmale Südseite der Straße zuwenden und lang in Nord-Süd-Richtung ausgerichtet sind.
Historisch waren die Häuser auch auf der Nordseite traufständig zur Straße angeordnet. Die Hausnummerierung verlief dort von der Nummer 12 am Alten Fischerufer bis zum Eckhaus zur Neustädter Straße mit der Nummer 20. Im westlichen Teil war die Straße für die sonstigen Straßenverhältnisse der Stadt recht breit. Die Neustädter Straße verlief ursprünglich etwas weiter östlich, so dass der Faßlochsberg etwas kürzer war.

## Geschichte

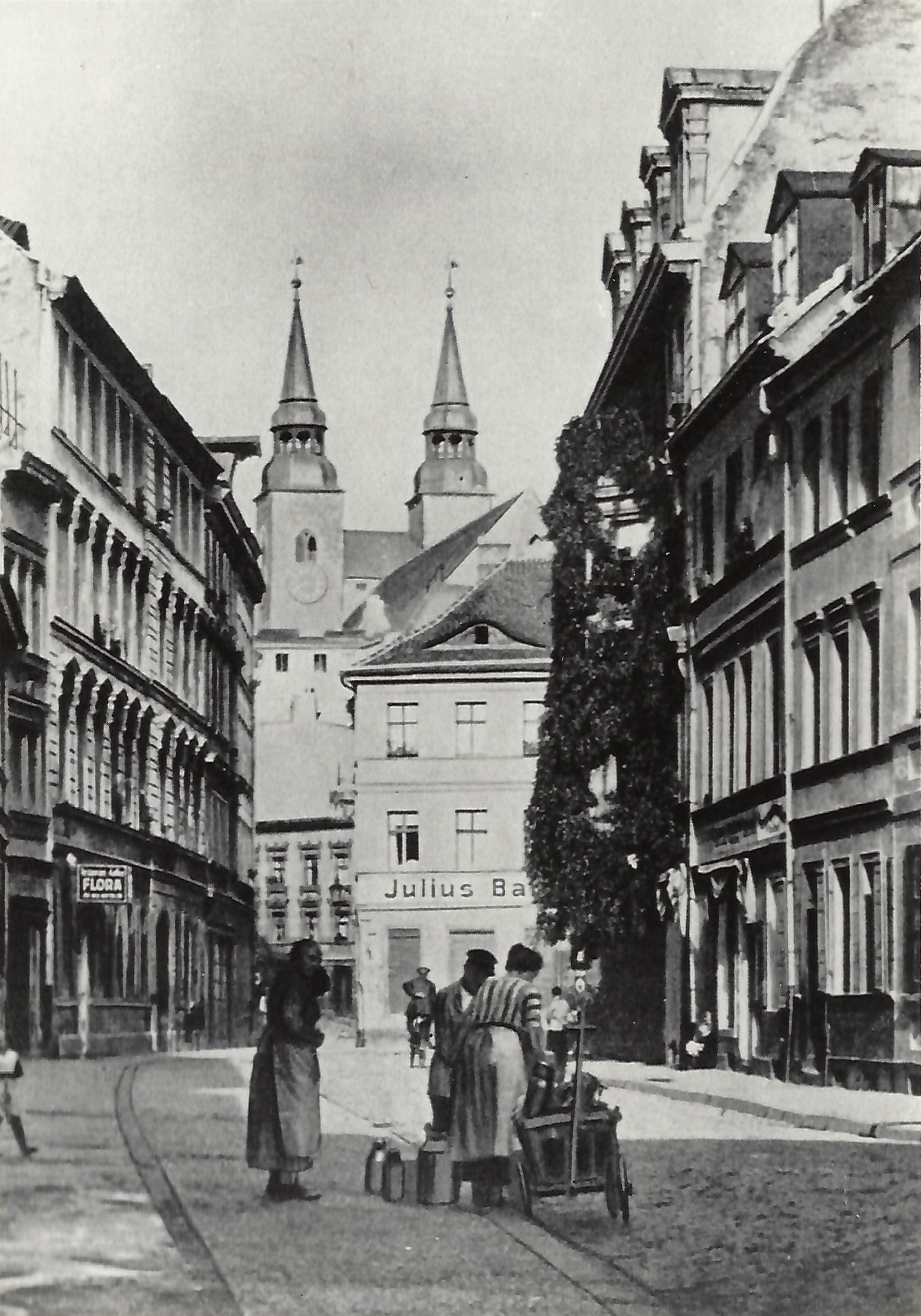
Faßlochsberg, vor 1945, Blick nach Westen auf die Jakobikirche

Als ältester bekannter Name der Straße ist bereits aus dem Jahr 1280 cuvorde bzw. kovurde im Sinne von Kuhförder überliefert. Die Straße war danach als Förder, eine tief eingeschnittene beidseitig mit Futtermauern begrenzte Straße, angelegt. Der Namensbestandteil Kuh ergab sich daraus, dass durch diese Straße das Vieh hinunter zur Elbe und auf die andere Elbseite zu den Wiesenblöcken, die als Weiden der städtischen Feldflur genutzt wurden, getrieben wurde. Daher trug dieser Förder nicht wie die anderen Förder (Johannisförder und Petersförder) den Namen der zuständigen Pfarrkirche. Danach hätte die Straße Jakobsförder, nach der Jakobikirche heißen müssen. Diesen Namen trug später jedoch ein Bereich östlich der Straße an der Elbe. Im Laufe der Zeit kamen die Schreibweisen koverde, kovorde, kofurer und kofurder vor. Die Variante Kauförder (Kauh entspricht in der regionalen Mundart Kuh) ist mehrfach für das 17. Jahrhundert belegt. Der Name Kuhförder wurde dabei auch für den mittleren Teil der Neustädter Straße zwischen Wallonerberg und Kameelstraße genutzt, über den das Vieh zum heutigen Faßlochsberg getrieben wurde.
Ab etwa 1650 kam der niederdeutsche Name Im Voßloch im Sinne von Im Fuchsloch auf. Er ging auf den Namen des Hauses Zum Fuchsloch (Faßlochsberg 10/11) zurück. Es verengte die Straße dergestalt, dass man wegen der Enge von einem Fuchsloch sprach. Erstmalig 1780 wurde statt Voßloch der Name Faßloch genutzt, der sich ab Ende des 18. Jahrhunderts durchsetzte. Anfang des 19. Jahrhunderts erhielt die Straße dann den Namen Faßlochsberg.
An ihrem östlichen Ende, bei der Nummer 11, war die Straße in der Vergangenheit durch ein Tor verschlossen. Es wurde 1683 als Pforte bezeichnet.
Im Zweiten Weltkrieg wurden die Häuser 1 bis 3 und 15 bis 20 zerstört. Anders als in vielen anderen Bereichen der Altstadt blieben so Teile der Vorkriegsbebauung bestehen und auch in der Zeit der DDR erhalten. So ist die Südseite von älteren Gebäuden geprägt. In der DDR entstanden auf der Nordseite drei moderne zur Straße giebelständige Blöcke mit diversen Eingängen, die vom traditionellen städtebaulichen Bild der Straße mit geschlossener Bebauung abweichen. Ein weiterer solcher Block entstand an der südwestlichen Ecke. Wohl Anfang des 21. Jahrhunderts wurde ein größerer Neubau mit zwei Eingängen an der Nordwestecke erbaut. Er nimmt wieder die ursprüngliche, geschlossene straßenbegleitende Bebauungsweise auf.

## (Historische) Häuser des Faßlochsbergs
| Hausnummer      | Name                                     | Bemerkungen | Gewerbliche Nutzung vor der Zerstörung | Bild                                  |
| --------------- | ---------------------------------------- | --- | -------------------------------------- | ------------------------------------- |
| 1 (alt)         | Zu den drei Rosen                        | Im Jahr 1631 gehörte das Brauhaus Christoph Hoppe (auch Höppener oder Höpfner). Das wohl infolge der Zerstörung Magdeburgs im Jahr 1631 nur noch als Brandstätte bezeichnete Grundstück wurde 1665 von seinen Erben für 180 Taler an Joachim Dreyer junior verkauft. Später wurde das Grundstück dann vom zuerst 1680 erwähnten Kaufmann Johann Wolf Kühne bebaut. Zumindest bis 1680 gehörte das Grundstück Faßlochsberg 8 zum Grundstück. Kühne verstarb 1687. Seiner Witwe gehörte es dann bis zu ihrem Tod im Jahr 1702. Für 1800 Taler übertrugen es ihre Erben im Jahr 1703 einem Miterben, dem Maler Erdmann Baumann, der es jedoch noch im gleichen Jahr an die Witwe des Amtmanns David Klinte veräußerte. Sie blieb bis 1732 Eigentümerin. In der Zeit um 1823 gehörte das Haus dem Fleischermeister Christian Zillgas, der hier auch ein Ladengeschäft betrieb. 1885 erhielt das Gebäude einen Hausstein mit der Inschrift Zum dreyen Rosen. und die auf den Eigentümer verweisenden Initialen W. H. Er befand sich noch 1944/1945 am Gebäude. Um 1924 und auch zumindest noch 1942/1943 gehörte das Haus Carl Steffen. Das Haus wurde im Zweiten Weltkrieg zerstört. | * Bäckerei O. Dornow                   | Grundstück im Jahr 2024               |
| 1 bis 1c        |                                          | In der Zeit der DDR erbauter fünfgeschossiger Wohnblock mit vier Eingängen. |                                        | Faßlochsberg 1 bis 1c im Jahr 2023    |
| 2               | Zur roten Tür                            | 1631 gehörte das Brauhaus Hieronymus Hensche (auch Hintzsch oder Hensge, versehentlich angegeben als Honsche). Zu dieser Zeit gehörte auch das Nachbargrundstück Nummer 3 mit zum Anwesen. Hensches Witwe veräußerte im Jahr 1637 ihr Schiff, ihre Schute und ihren Kahn um das wohl infolge der Zerstörung der Stadt im Jahr 1637 zerstörte Haus wieder aufbauen zu können. Das Grundstück blieb jedoch trotzdem wüst. Zuletzt wurde die Witwe im Jahr 1647 als Eigentümerin genannt. Noch bis 1665 wurde das Grundstück als Henschs Stelle bezeichnet. Es gehörte später der Witwe von Joachim Brock, fiel dann aber an die Kämmerei. 1678 erwarb der Schneider Johann Kaspar Kirchstein das Grundstück von der Kämmerei und bebaute 1679 die Nummer 2. Nach ihm gehörte es seiner Witwe. Sie verkaufte die als Garten genutzte Nummer 3 1697, die seitdem als eigenes Grundstück geführt wurde. Die Witwe wurde zuletzt 1699 erwähnt. Im Jahr 1704 war der Organist Johann Georg Graff Eigentümer des Hauses. Ihm folgte die Witwe des Johann Christoph Graff nach, wobei es möglich erscheint das hier Christoph nur versehentlich statt Georg geschrieben wurde. Sie blieb bis 1726 Eigentümerin. Ab 1717 wohnte im Haus der Orgelbauer Hartmann. Bei ihm könnte es sich schon um Matheus Hartmann gehandelt haben, der das Haus 1726 erwarb und bis 1756 Eigentümer blieb. Das Haus wurde im Zweiten Weltkrieg zerstört. |                                        | in etwa Faßlochsberg 2 im Jahr 2023   |
| 3               |                                          | Bis zum Jahr 1697 gehörte das Grundstück als Garten mit zur benachbarten Nummer 2, dann veräußerte es die Witwe Kirchstein für 20 Taler an den Bierspünder Kaspar Meinecke. Er errichtete ein Haus und verkaufte 1704 für 160 Taler an den Brauer Johann Ernst Arnd (auch Arend). Arnd veräußerte das Haus dann 1718 für 165 Taler an den Arbeiter Hans Adam Lampe, der bis 1722 Eigentümer blieb. Das Haus wurde im Zweiten Weltkrieg zerstört. |                                        | in etwa Faßlochsberg 3 im Jahr 2023   |
| 4               |                                          | 1631 gehörte das Haus vermutlich Barthel Ahlhake, danach der Witwe von Heinrich Werdenhart. Sie war vermutlich auch die Witwe von Joachim Born. Sie vererbte die Stätte im Jahr 1648 an den Bäcker Hans Schmidt, der die Fläche nach 1653 neu bebaute. 1677 veräußerte seine Witwe das Haus für 100 Taler an den Leineweber Hans Steinmann, der zuletzt 1682 erwähnt wurde. Im Jahr 1697 wurde dann bereits der Leineweber Andreas Kracke als Eigentümer geführt. Seine Witwe verkaufte 1719 das Haus für 250 Taler an den Müller Matthias Getter (auch Götter), der bis 1724 Eigentümer blieb. |                                        | Faßlochsberg 4 im Jahr 2023           |
| 5               |                                          | Eigentümer des Hauses war im Jahr 1631 vermutlich Andreas Niemann. 1651 wurde ein Kürschner, 1670 und auch noch 1719 Martin Mittag als Eigentümer genannt. Andere Angaben führen Mathias Mittag an. Bis 1749 gehörte das Grundstück Martin Müller. |                                        | in etwa Faßlochsberg 5 im Jahr 2023   |
| 6               |                                          | 1651 wurde als Eigentümer ein Hopfe geführt. Scheinbar lag die Stelle infolge der Zerstörung der Stadt im Jahr 1631 sehr lange wüst. Im Jahr 1692 wurde dann jedoch wieder ein Haus erwähnt, das dem Notar Pierre Cannonge gehörte. Er vermietete es an den Strumpfweber Jacques Malleine. Malleins aus der Französischen stammender Name wurde später in Boese übersetzt. Boese erwarb das Haus 1714. Noch bis 1764 blieb das Haus im Eigentum von Kolonisten. |                                        | Faßlochsberg 6 im Jahr 2023           |
| 7               | Gildehaus der Müller                     | Das Haus war ein Lehn des Klosters Unser Lieben Frauen. 1692 wurde das Grundstück als Brandstätte von der Müllerinnung für 80 Taler an den Müller Heinrich Schmidt verkauft. er vererbte es an Johann Christian Grape, der es 1698 für 1000 Taler an den Kunstfärber Andreas Pechau (auch Pichau) junior veräußerte. 1711 erwarb es von ihm für 1254 Taler der Gerber Paul Sechehai. Später diente das Grundstück, gemeinsam mit dem benachbarten Grundstück Nummer 8 als Hospital der Französischen Kolonie. Bemerkenswert am heutigen Haus ist, wie auch bei der Nummer 8, dass der Hinterhof nicht durch den eigentlichen Hauseingang, sondern durch den links hiervon angelegten sogenannten Tunnel, erreichbar ist. |                                        | Faßlochsberg 7 im Jahr 2023           |
| 8               |                                          | Zumindest bis 1680 wurde das Grundstück als Garten genutzt und gehörte zum Haus Nummer 1. In der Zeit nach 1680 errichtete Johann Wolf Kühne hier ein Häuslein, das er der Jakobikirche schenkte. Die Kirchgemeinde veräußerte es 1686 für 110 Taler an den Braumeister Hans Volckroth (auch Vollkraut). Seine Witwe heiratete später den Braumeister Georg Knoche. 1712 vererbte sie das Haus an Johann Stephan Volckroth und dessen Schwester. Im Jahr 1714 wurde dann der Tabackspinner Johann Jakob Müller als Eigentümer geführt. Später diente das Grundstück, gemeinsam mit dem benachbarten Grundstück Nummer 7 als Hospital der Französischen Kolonie. |                                        | Faßlochsberg 8 im Jahr 2023           |
| 9               | Schmelzhof                               | Der Schmelzhof diente als Gildehaus der Schmelzer. Im Jahr 1631 wohnte im Haus Hans Engelheit. Bei der Zerstörung der Stadt im Jahr 1631 blieb das Gebäude erhalten, da es auf der windabgewandten Seite des Feuers lag. 1763 veräußerte es die Schmelzerinnung für 1130 Taler. |                                        | Faßlochsberg 9 im Jahr 2023           |
| 10              | Zur goldenen Birne                       | Lange bildete das Grundstück mit dem benachbarten Grundstück Nummer 11 eine Einheit und war mit dem Brauhaus Zum Fuchsloch bebaut. 1631 gehörte das Brauhaus Barthel Beyendorf. Bei der Zerstörung der Stadt im Jahr 1631 blieb das Brauhaus als einziges Brauhaus der Stadt unzerstört. Für 1633 ist belegt, dass ein Anteil am Gebäude dem Brauer Jakob Beyendorf gehörte, der ihn an seinen Schwiegersohn, den Kaufmann Hans Dünckler vererbte. Er veräußerte den Anteil 1643 für 500 Taler an den Brauer und Ackermann Georg Schröder. Der zweite Anteil fiel per Erbe an stud. jur. Johann Kaspar Friesel, der ebenfalls 1643 für 500 Taler an Schröder verkaufte. Dessen Sohn, der Brauer Adam Schröder, erbte 1662 die Nummern 10 und 11. Nach ihm folgte seine Witwe, die bereits 1667 an ihren Schwiegersohn, den Brauer Gallus Wilcke, weiter vererbte. Wilcke oder sein Nachfolger teilten dann das Haus. Die Nummer 10 blieb ohne Braurecht und gehörte später dem Branntweinbrenner Jakob Daneel, der 1692 für 160 Taler an den Fleischer Georg Lorenz Voigt verkaufte. Voigt blieb bis 1726 Eigentümer. |                                        | Faßlochsberg 10 im Jahr 2023          |
| 11              | Zum Fuchsloch                            | Bis in die Zeit um 1680 bildete das Grundstück mit der benachbarten Nummer 10 eine Einheit (siehe dort). Bei der Trennung blieb das Braurecht allein bei der Nummer 11. Bis 1727 gehörte das Haus Christian Wilcke. 1871 kam zum Grundstück Nummer 11 auch das, ehemals als Grundstück Altes Fischerufer 45 geführte, Grundstück Faßlochsberg 11a und b hinzu. |                                        | Faßlochsberg 11 im Jahr 2023          |
| 12 (alt)        |                                          | 1631 gehörte das Haus, zu dem nur wenige Informationen überliefert sind, möglicherweise Joachim Dreyer. Für 1651 wird als Eigentümer Paul Röber vermutet. Später wird im Grundbuch ein Hoffmann, noch später Jean Rennau genannt. Das Grundstück 12a (alt) gehörte lange Zeit dazu. Wohl bis 1733 erfolgte eine Abtrennung, die jedoch bis zum Ende des 18. Jahrhunderts wieder aufgehoben wurde. 1856 wurde ein auf der Nummer 12 stehendes Gebäude abgerissen und beide Grundstücke erneut getrennt. |                                        |                                       |
| 12a (alt)       |                                          | Es wird angenommen, dass das Grundstück noch bis in der Zeit nach 1700 mit zum alten Grundstück Nummer 12 gehörte, dann jedoch abgetrennt wurde. Ein erster Eigentümer ist erst ab 1733 überliefert. Bis zum Ende des 18. Jahrhunderts wurden beide Grundstücke zunächst wieder vereinigt. 1861 erfolgte wieder eine Trennung. |                                        |                                       |
| 12 bis 19       |                                          | In der Zeit der DDR erbauter fünfgeschossiger Wohnblock mit acht Eingängen. |                                        | Faßlochsberg 12 bis 19 im Jahr 2023   |
| 13 (alt)        |                                          | Bis 1856 wurde das zwischen 12 (alt) und 13 (noch älter) gelegene Grundstück als Garten genutzt. Es könnte sein, dass es mit einem als bomgarden benannten Grundstück identisch ist. 1847 erwarb der Magistrat der Stadt die benachbarte Nummer 13 (noch älter) und richtete hier ab 1856 ein städtisches Armenhaus ein. |                                        |                                       |
| 13 (noch älter) |                                          | Das Brauhaus könnte 1631 Christian Goldmann gehört haben, 1638 und 1651 wurde der Kämmerer Barthel Sieferd senior als Eigentümer der Stätte geführt. Auf ihn folgte Barthel Sieferd junior und 1660 dann dessen Kinder. Der Kupferschmidt Michael Janicke (auch Jänisch) bebaute das Grundstück dann neu. Er verstarb vor 1688. Im Jahr 1689 gehört das Haus Adam Dörre in Hadmersleben und seinem Bruder, dem Kupferschmied Joachim Dörre. 1703 wurde dann die Witwe von Joachim Dörre als Eigentümerin genannt. Sie blieb es bis 1726. Im Jahr 1742 wurde hier das reformierte Waisenhaus eingerichtet. 1847 erwarb der Magistrat das Haus und nahm es mit zur östlich gelegenen, deutlich größeren Nummer 13 (alt). |                                        |                                       |
| 20 bis 25       |                                          | In der Zeit der DDR erbauter fünfgeschossiger Wohnblock mit sechs Eingängen. |                                        | Faßlochsberg 20 bis 25 im Jahr 2023   |
| 14 (alt)        |                                          | Im Jahr 1631 könnte das Haus Paul Lippold gehört haben. Auf der Stätte wohnte 1652/1653 Joachim Hoyer. Nach ihm gehörte es bis 1665 Daniel Baserin (auch Paserin) senior und seitdem Daniel Baserin junior. Letzterer veräußerte die Stätte an den Kammersekretär Johann Martin Schartau, der in der Zeit bis 1688 ein Haus errichtete. Er veräußerte es 1688 für 116 Taler an den Schuster Gottfried Gehlfuß, der es 1704 für 200 Taler an den Fuhrmann Kaspar Meinecke verkaufte. Von ihm erwarb es 1710 für 235 Taler der Maurer Andreas Bodenstein. Bodenstein verkaufte für 450 Taler im Jahr 1715 an die Ehefrau des Fleischers Gottfried Schmiedehausen junior, die es 1718 für 250 Taler an den Ratskopisten Franz Jakob Würdig veräußerte. Schon 1719 verkaufte Würdig an den Fleischer Christian Günther, der bis 1725 Eigentümer blieb. |                                        |                                       |
| 15 (alt)        |                                          | 1631 gehörte das Haus Peter Schreckmann, der die Stätte an Michael Wollust für 26 Taler verkaufte. Für 1652/1653 ist Wollust als Bewohner des Grundstücks überliefert. Spätere Eigentümer waren Jakob Gröning, 1688 dann Johann Martin Schartau. Bebaut wurde die Stätte wohl erst durch Kolonisten. 1703 und auch 1719 gehörte das dann bestehende Haus dem Tischler Jacques Roumane (eingedeutscht Jakob Ruhmann). Noch bis 1801 blieb das Haus im Eigentum von Kolonisten. In den 1930er Jahren lebte im Haus die jüdische Familie Izaak und Beila Hagen der 1939 die Flucht nach Kuba gelang. Vier Stolpersteine erinnern an sie. Das Haus wurde im Zweiten Weltkrieg zerstört. |                                        | Stolpersteine für die Familie Hagen   |
| 26 bis 31       |                                          | In der Zeit der DDR erbauter fünfgeschossiger Wohnblock mit sechs Eingängen. |                                        | Faßlochsberg 26 bis 31 im Jahr 2023   |
| 16 (alt)        |                                          | Als Eigentümer für das Jahr 1631 wird Hans Hollöper vermutet. 1651 lebte der Frauenbitter in einem kleinen Häuschen. 1652/1653 gehörte es dem Steinsetzer Hans Witte. Vermutlich lag das Grundstück über längere wüst, zumindest fehlen länger Nachrichten. In der Zeit um 1700 gehörte das Haus dann dem Branntweinbrenner Jakob Daneel, der 1702 verstarb. Ihm folgte bis zu ihrem Tod 1703 seine Witwe nach. Von ihr erbte es Anna Katharine Schmeißer. Im Jahr 1710 gehörte es dann Hans Georg Schmeißer, der es 1720 an die Tochter von Johann Nitsche verkaufte. Das Haus wurde im Zweiten Weltkrieg zerstört. |                                        |                                       |
| 17 (alt)        |                                          | Für das Jahr 1631 wird als Eigentümer des Hauses Peter Schmidt vermutet. 1651 gehörte das Haus dem Rat und wurde dann über längere Zeit als Stockhaus (Gefängnis) genutzt. In späterer Zeit gehörte es der Witwe von Hans Sievert, die es bis 1682 an den Steuermann Andreas Francke vererbte. Francke veräußerte 1711 für 255 Taler an den Steuermann Joachim Hoffmann, der bis 1730 Eigentümer blieb. Das Haus wurde im Zweiten Weltkrieg zerstört. |                                        |                                       |
| 18 (alt)        |                                          | Als Eigentümer wird für das Jahr 1631 Hans Scheffelweitzen vermutet. 1651 gehörte es Johann Niemann. Vermutlich lag das Grundstück über längere Zeit wüst. In der Zeit bis 1692 wurde die Stelle von Hans Lucas neu bebaut. 1693 erwarb von ihm der Accisevisitator und spätere Schiffmüller Balthasar Winter das Haus für 160 Taler. 1719 gehörte es Joachim Hecht, dann bis 1733 Andreas Aßmann. Das Haus wurde im Zweiten Weltkrieg zerstört. |                                        |                                       |
| 33 19 (alt)     |                                          | 1631 und 1651 gehörte es Hans Schomann (auch Schumann). Dann gehörte es der Witwe des Böttchers Heinrich Berens, dann deren Sohn, dem Böttcher Hans Berens. Berens veräußerte es dann 1680 für 50 Taler an Krause. Nach andere Angaben hätte es nach Schomann Frau Dr. Walter gehört, die es an die Kämmerei abtrat, die es 1680 an den Schiffer Friedrich Krause veräußert hätte. Friedrich Krause vereinigte die Fläche mit dem Nachbargrundstück Nummer 20. Im 18. Jahrhundert wurde die Stätten dann wieder getrennt. 1942/1943 war die Rentnerin H. Seifert Eigentümerin, der auch die benachbarte Nummer 20 gehört. Das Haus wurde im Zweiten Weltkrieg zerstört. Das Grundstück wurde Anfang des 20. Jahrhunderts durch die MWG-Wohnungsgenossenschaft Magdeburg neubebaut. |                                        | Eingang Faßlochsberg 33 im Jahr 2023  |
| 35 20 (alt)     | Zum roten Herzen oder Zum goldenen Pfeil | In den Jahren 1631 und 1651 gehörte es Andreas Brauns, danach Moritz Kloth. Kloth verkaufte die Stätte in der Zeit vor 1678 an den Schiffer Krause. Krause bebaute die Fläche und erwarb 1681 für 65 Taler vom Seidenkramer Burchard Welcker einen hinter dem Haus liegenden Garten, der einen Zugang von der Kameelstraße her hatte. Zum Haus gehörte auch die benachbarte Nummer 19 sowie die gleichfalls angrenzenden Grundstücke Neustädter Straße 6 und 7. 1696 veräußerten Krauses Erben das Haus mit den dazugehörigen Wohnstätten für 1950 Taler an den Brauer Wolfgang Kilian von Syburg. Er verkaufte die Neustädter Straße 7 im Jahr 1697 an Thomas Pfau, dem auch die Neustädter Straße 8 gehörte. Von Syburg starb 1719. Er vererbte das Haus für 2600 Taler an seine Tochter, die Ehefrau von Johann Rudolf Beischwang. Sie blieb bis 1741 Eigentümerin. In der Zeit um 1823 gehörte das Brauhaus Wiesecke, der hier sowohl braute als auch Brandwein brannte. 1875 wurde das Haus erneuert. 1942/1943 war die Rentnerin H. Seifert Eigentümerin, der auch die benachbarte Nummer 19 gehört. Der Hausstein befand sich noch 1944/1945 am Gebäude. Er zeigte ein von einem goldenen Pfeil durchbohrtes rotes Herz, woraus sich die verschiedenen Namen des Hauses herleiten. Der Stein trägt die Inschrift Zum goldenen Pfeil. Erbaut 1690 W. C. Erneuert 1875. A. J. Das Haus wurde im Zweiten Weltkrieg zerstört. Der Hausstein wurde von einem Team unter Leitung von Werner Priegnitz um 1946 geborgen und 1950/1952 an einem anderen Haus in der Magdeburger Innenstadt angebracht. Das Grundstück wurde Anfang des 20. Jahrhunderts durch die MWG-Wohnungsgenossenschaft Magdeburg neubebaut. | *Fleischerei K. Döring                 | Block Faßlochsberg 33/35 im Jahr 2023 |